# Hans Skjervheim
Hans Skjervheim (Voss, 9 ottobre 1926 – 22 febbraio 1999) è stato un filosofo e saggista norvegese.

## Biografia
È stato ricercatore presso l'Università di Oslo dal 1963, professore presso l'Università di Roskilde dal 1968, lettore presso l'Università di Bergen dal 1969 e professore nella stessa università dal 1982. La sua opera Deltakar og tilskodar og andre ses (1976) è stato selezionato per la Norwegian Sociology Canon nel 2009-2011.

## Opere
- Objectivism and the Study of Man (1959)
- Vitskapen om mennesket og den filosofiske refleksjonen (1964)
- Det liberale dilemma (1968)
- Ideologianalyse, dialektikk, sosiologi (1973)
- Deltakar og tilskodar og andre essays (1976)
- Filosofi og dømmekraft (1992)
- Teknikk, politikk og utopi (1996)
- Selected Essay (1996)